# Pteroplistinae
Sous-famille
Les Pteroplistinae sont une sous-famille d'Orthoptera de la famille des Gryllidae.

## Distribution
Les espèces de cette sous-famille se rencontrent en Amérique et en Asie.

## Liste des genres
Selon Orthoptera Species File (27 mars 2010) :
- Odontogryllini de Mello 1992
  - Brasilodontus de Mello, 1992
  - Odontogryllus Saussure, 1877
  - Valchica de Mello, 1992
- Pteroplistini Chopard 1936
  - Pteroplistes Brunner von Wattenwyl, 1873
- tribu indéterminée
  - Changiola Gorochov, 2004
  - Crockeriola Gorochov & Kostia, 1999
  - Kerinciola Gorochov, 2004
  - Pangrangiola Gorochov, 2004
  - Tembelingiola Gorochov, 2004
  - Tramlapiola Gorochov, 1990

## Référence
- Chopard, 1936 : Orthoptères fossiles et subfossiles de l'ambre et du copal. Annales de la Société entomologique de France, vol. 105, p. 375-386.